# Тайджиут
Тайджиут, тайчиут, тайчеут, тайчут, тайчиуд, тайчеуд (монг. тайчууд, тайжиуд) — исторический монгольский род, обитавший в Монголии и Забайкальском крае в XII веке. Представляют собой одну из ветвей нирунов. В настоящее время — этническая группа в составе нескольких монгольских народов.

## История
По сведениям Рашид ад-Дина, род Тайджиут относился к монголам-нирун («собственно монголам»), потомкам младших сыновей легендарной прародительницы Алан-гоа. Ссылаясь на Алтан дэбтэр, Рашид ад-Дин называет непосредственным основателем рода Чаракэ-Лингума (в «Сокровенном сказании» — Чарахай-Линху), второго сына Хайду из рода Борджигин. При этом персидский историк с сомнением относится к сведениям других монгольских источников, возводящих род Тайджиут к Начину, сына Дутум-Мэнэна (Менен-Тудун в «Сокровенном сказании»), деда Хайду; тем не менее, он допускает, что в силу многочисленности тайджиутов «дети Начина смешались с ними и получили это имя».
Этноним «тайджиут» — монгольское множественное число от тайджи = кит. тай-цзы — китайский титул, означающий «царевич», «наследник престола», «князь». Китайскими титулами являются и прозвища Чарахая (лингун) и его сына (сёнгун). Предполагается, что Чарахай, живший в конце XI века, состоял на военной службе правительства киданьской империи Ляо и получил китайский княжеский титул, что повысило престиж его потомков.
Рашид ад-Дин, описывая взаимоотношения тайджиутов и борджигинов, потомков соответственно Чарахая и его старшего брата Байсонкура, замечает, что «старшие и младшие родичи все были друг с другом в согласии» и жили совместно. По-видимому, содружество двух родов стало основой союза «всех монголов» (qamuq mongqol), сложившегося к 1130-м годам. Примечательно, что лидерами в этом протогосударственном объединении становились поочерёдно представители родов Борджигин и Тайджиут: после первого правителя «всех монголов» борджигина Хабула, внука Байсонкура, хаганом стал тайджиут Амбагай, внук Чарахая.
После смерти Амбагая (казнённого чжурчжэнями) и его сына Хадаан-тайши тайджиуты пытались избрать  на курултае нового предводителя, но из-за разногласий вопрос о преемнике так и не был решён.
Род тайджиутов состоял из множества ответвлений: в XII в. в их состав включались хонхотаны, арулаты и суниты; с конца того же столетия в состав тайджиутов частично вошли сулдусы, бэсуты и баарины. Главенствующим среди тайджиутов был род Борджигин, однако  после смерти предводителя кият-борджигинов Есугея в 1171 году большая часть тайджиутов, ведомая Таргутай-Кирилтухом (внуком Амбагая) и Тодоен-Гиртэ, покинула семью бывшего господина. Опасаясь мести подраставших детей Есугея, Таргутай-Кирилтух стал преследовать старшего из них — Тэмуджина. Однажды Тэмуджин был взят тайджиутами в плен, но смог бежать оттуда с помощью сулдусского батрака Сорган-Ширы и его сыновей Чилауна и Чимбая. После возвышения Тэмуджина и принятия им титула Чингисхана тайджиуты неоднократно оказывали ему сопротивление в борьбе за объединение монгольских племён, однако в итоге были разгромлены около 1201 года. Большая часть тайджиутов была истреблена, некоторые были отданы в услужение нойонам Чингиса; с этого момента тайджиуты фактически перестали быть самостоятельной группой и редко появлялись на исторической арене.

## Современность
В настоящее время род тайджиут (тайжиуд, тайжууд, тайчууд, тәәчуд) довольно распространён среди монгольских народов и встречается в составе халха-монголов, бурят, ойратов (в том числе калмыков) и среди монголов Внутренней Монголии в КНР.
Среди этнических групп бурят отмечены следующие роды: тайши (тайчжи) (вкл. белые и черные тайшинцы) среди селенгинских бурят, в частности среди табангутов (род тайчжи, тайжнар, тайджиут) и ашибагатов (род тайшиуд), а также тайшуд среди китойских и кудинских бурят. В состав калмыков входят роды: тяячуд, барун тяячуд, зюн тяячуд, хоон тяячуд. Во Внутренней Монголии проживают представители родов: тайши, тайчигуд, тайчис, тайчуд.
Тайчууд. В Монголии тайчууд (тайчиуты) зарегистрированы в сомонах Чулуунхороот и Гурванзагал Восточного аймака; в сомонах Дөргөн и Мянгад Кобдоского аймака.
Тайжиуд. Представители рода тайжиуд (тайж нар, тайджи), ветви чоросов, проживают среди баятов в сомонох Зүүнговь, Тэс, Хяргас, Наранбулаг и дербетов в сомонах Давст, Өлгий, Умнеговь, Түргэн Убсунурского аймака. Они также есть в Кобдоском аймаке: в сомоне Дөргөн среди дербетов и сомоне Эрдэнэбүрэн среди олётов.
Тайж. Носители этнонима тайж (тайжнар, тайджи) зарегистрированы в сомонах Нөмрөг, Тэлмэн, Булнай, Их Уул, Отгон Завханского аймака; сомонах Цэцэрлэг, Хотонт, Хашаат Архангайского аймака; сомонах Гурванбулаг, Баянбулаг Баянхонгорского аймака; сомонах Сэлэнгэ, Гурванбулаг Булганского аймака; сомонах Баянжаргалан, Өлзийт, Гурвансайхан, Луус, Адаацаг, Дэлгэрцогт, Дэрэн, Дэлгэрхангай, Хулд, Сайхан-Овоо Средне-Гобийского аймака; сомонах Зүүнбаян-Улаан, Тарагт, Төгрөг, Богд, Баянгол Убурхангайского; сомонах Сэврэй, Ноён, Баяндалай, Булган, Мандал-Овоо, Цогтцэций, Номгон, Хүрмэн Южно-Гобийского аймака; сомоне Баян-Өнжүүл Центрального аймака; сомонах Өндөрхангай, Зүүнхангай, Цагаанхайрхан Убсунурского аймака; сомонах Галт и Жаргалан Хубсугульского аймака.
Другие роды. В сомоне Хутаг-Өндөр Булганского аймака также есть род онгуд тайж нар (онгуты-тайджи). В сомоне Сонгино Завханского аймака существует род хунтайжийнхан (хунтайджи). Представители рода өөлд тайж нар (олётские тайджи) проживают в сомонах Нөмрөг и Тэлмэн Завханского аймака. Род оолд тайж в частности отмечен среди хотогойтов. В составе торгутов отмечен род тайжинхан. Кроме этого в Монголии проживают авгуты-тайджи (авга тайж нар), хотогор тайж нар.
Согласно Аюудайн Очиру, современный род таргуд также берет свое начало от племени тайчиутов. Род зафиксирован среди дербетов сомонов Давст, Сагил, Бөхмөрөн, Ховд, Өмнөговь, Улангом, Түргэн и Өлгий Убсунурского аймака. В Монголии проживают носители следующих родовых фамилий: таргуд, таргууд, таргад. Большая часть носителей перечисленных фамилий традиционно проживает на территории Убсунурского аймака.
С тайджиутами, предположительно, связано происхождение башкирского рода мурзалар.

### Родовые фамилии
В Монголии проживает более 47 тыс. носителей родовой фамилии Тайж, более 12 тыс. Тайжууд, более 5 тыс. Тайж нар (Тайжнар), более 3 тыс. Тайчууд. Кроме них также известны носители родовых имен авга тайж, авга тайж нар, авга тайжууд, бага тайж, боржгин тайж, боржгон тайж, боржигин тайж, боржигон тайж, боржигон тайж нар, боржигон тайжууд, булгадар тайж, булган тайж, булган тайж нар, бэсүд тайж, бэсүд тайжууд, бэсүүд тайж, ван тайж, говь тайж, долоон тайж, долоон тайжууд, долоон тайчууд, еншөөбү тайж, есөн тайж, жалайр хунтайж, их тайж, их тайжууд, их тайчууд, монгол тайж, мэргэд тайж, мэргэн тайж, мянган тайж, найман тайж, ноён тайж, онгуд тайж, онгуд тайж нар, онгууд тайж, онгууд тайжууд, өөлд тайж, өөлд тайж нар, сартуул тайж, сартуул тайжууд, тав тайж, тайж боржгин, тайж боржгон, тайж боржигин, тайж боржигон, тайж бэсүд, тайж еншөөбү, тайж мэргэд, тайж олхонууд, тайж торгууд, тайж хаан, тайжи, тайжид, тайжий, тайжийн, тайжин, тайжинхан, тайжиуд, тайжихан, тайжнууд, тайжуд, тайжуут, тайс, тайсууд, тайч, тайчид, тайчиуд, тайчуд, тайчуут, тайш, тайш хан, тайшут, тайшууд, тайшуут, түмэн тайж, улаан тайж, улаан тайжууд, халх тайж, халх тайжууд, халх тайчууд, хан тайж, хан тайш, хар тайж, хар тайжууд, хар тайж нар, харчин тайж, хатагин тайж нар, хатгин тайж, хиа тайж, хиад боржигон тайж, хорчин тайж, хотгойд тайж, хох тайж, хохь тайж, хөх тайж, хөх тайжууд, хөх тайчууд, хунтайж, цагаан тайж, цагаан тайжууд, цагаан тайж нар, цагаан тайчууд, цорос тайж.

## Правители
- Чарахай-Линху, сын Хайду;
- Сенгун-Билге, сын Чарахай-Линху;
- Исэлэй-хан, сын Сенгун-Билге;
- Хабул-хан, племянник Сенгун-Билге, сын его брата Тумбинай-Сечена (в плем. объединении «Хамаг монгол улус»);
- Амбагай-хан (Амагар-хан), сын Сенгун-Билге;
- Хутула-хан, сын Хабул-хана;
- Есугей-баатур, внук Хабул-хана, сын Бартан-Баатура;
- Таргутай-Кирилтух, сын[26][27] или внук[28] Амбагай-хана;
- Тэмуджин, сын Есугей-баатура[29].

Имена Исэлэй-хана и Амагар-хана упоминаются в Алтан Тобчи. При этом Амагар-хан и Амбагай-хан, согласно Алтан Тобчи — один человек. В замечаниях к книге имеется следующее пояснение: «в Алтан тобчи имя Амахай-хана пишется как Амагар-хан. Иногда от этого происходит путаница в личных именах».